# SQUID

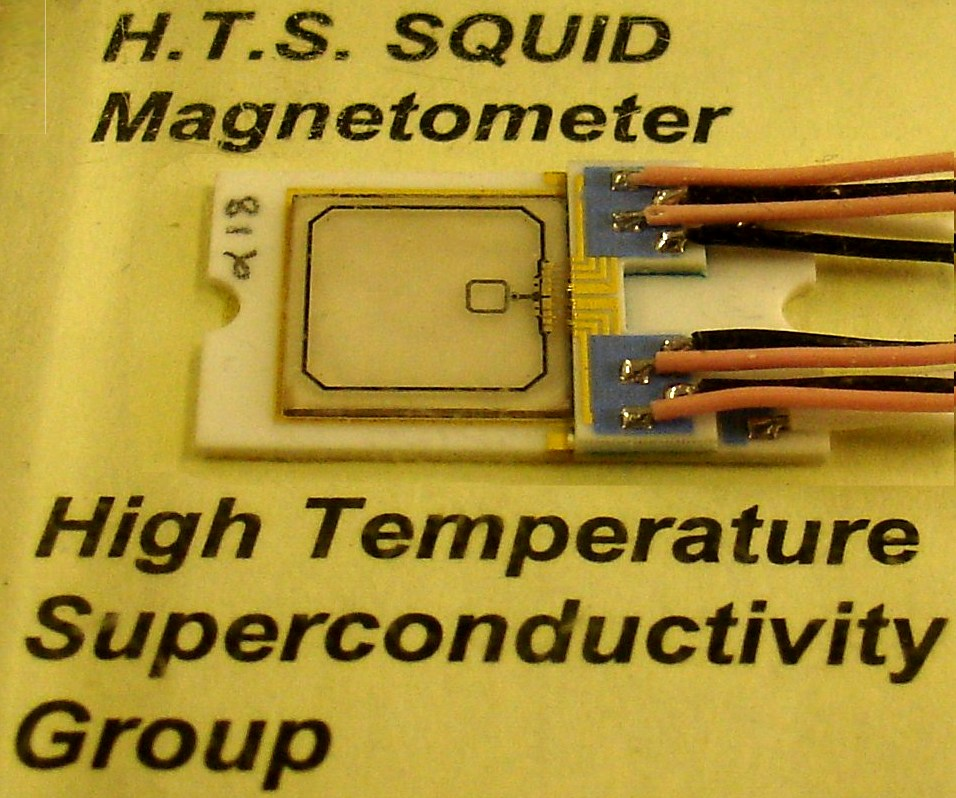
Sensor d'un SQUID

SQUID, acrònim anglès per superconducting Quantum Interference Devices (dispositius superconductors d'interferència quàntica), van ser inventats el 1962, quan B. D. Josephson va desenvolupar la unió de Josephson. Hi ha dos tipus de SQUID, DC i RF (o AC). Els SQUIDs RF només tenen una unió de Josephson, mentre que els SQUIDs DC en tenen dos o més. Això els fa més difícils i cars de produir, però també molt més sensibles.

## Composició i funcionament
La majoria dels SQUIDs es fabriquen de plom o niobi pur. El plom es troba usualment en forma d'aliatge amb un 10% d'or o indi, ja que el plom pur no és mecànicament estable a canvis repetits de temperatures (a les temperatures extremadament baixes a les quals es treballa). L'elèctrode base de l'SQUID està fet d'una capa molt fina de niobi, formada per deposició, i la barrera del túnel es forma per oxidació sobre la superfície de niobi. L'elèctrode superior és una capa d'aliatge de plom dipositada sobre les altres dues, en disposició de sandvitx.
El principi bàsic està estretament lligat a la quantització del flux magnètic. Aquest és el fenomen pel qual els estats afavorits per un anell superconductor són aquells en els quals el flux és un múltiple de cert quant de flux.

## Aplicacions
Els SQUIDs s'utilitzen per mesurar camps magnètics extremadament petits; actualment són els magnetòmetres més sensibles coneguts, amb nivells de soroll d'un mínim de 3 fT/sqrt (Hz). Alguns processos en animal es produeixen camps magnètics molt dèbils (típicament d'una bilionèsima a una milmilionèsima de Tesla), i els SQUIDs són molt adequats per a estudiar aquests processos.
La magnetoencefalografia (MEG), per exemple, fa servir mesures d'una bateria de SQUIDs per a inferir l'activitat neuronal en el cervell. Atès que els SQUIDs poden treballar a molta més velocitat que la taxa d'activitat cerebral més ràpida d'interès, es pot obtenir bona resolució temporal per a la MEG. Una altra aplicació és el microscopi de rastreig amb SQUID, que fa servir un SQUID immers en heli líquid com sonda. L'ús de SQUIDs a prospeccions petrolieres, predicció de terratrèmols i anàlisi d'energia geotèrmica es va estenent a mesura que desenvolupa la tecnologia de superconductors.

### Ciència-ficció
L'escriptor de ciència-ficció William Gibson va fer referència als SQUIDs en la seva història Johnny Mnemonic, en què un dofí modificat genèticament utilitza un implant de SQUID per llegir un dispositiu magnètic de memòria al cervell del protagonista.
A la pel·lícula Dies estranys els protagonistes fan servir SQUIDs per a gravar els senyals cerebrals, que després, emmagatzemades en discs, es venen al mercat negre perquè la gent pugui reviure les experiències de qui les va gravar.